# Episodi di Squadra speciale Lipsia (quarta stagione)
La quarta stagione della serie televisiva Squadra speciale Lipsia è stata trasmessa in anteprima in Germania dalla ZDF tra il 17 ottobre 2003 e il 2 aprile 2004.
| nº | Titolo originale        | Titolo italiano            | Prima TV Germania | Prima TV Italia |
| -- | ----------------------- | -------------------------- | ----------------- | --------------- |
| 1  | Der böse Blick          | Il delitto dell'altare     | 17 ottobre 2003   |                 |
| 2  | Die Millionärin         | La milionaria              | 23 ottobre 2003   |                 |
| 3  | Tödliche Falle          | Senza via d'uscita         | 31 ottobre 2003   |                 |
| 4  | Das Geheimnis der Braut | Il segreto della sposa     | 14 novembre 2003  |                 |
| 5  | Benni und die Detektive | Benni il detective         | 21 novembre 2003  |                 |
| 6  | Außer Kontrolle         | Fuori controllo            | 28 novembre 2003  |                 |
| 7  | Auf der Flucht          | Un vuoto senza senso       | 12 dicembre 2003  |                 |
| 8  | Engel der Nacht         | Vite spezzate              | 30 dicembre 2003  |                 |
| 9  | Notwehr                 | Legittima difesa           | 2 gennaio 2004    |                 |
| 10 | Sansibar                | Zanzibar                   | 9 gennaio 2004    |                 |
| 11 | Heiße Ware              | Merce che scotta           | 16 gennaio 2004   |                 |
| 12 | Sein letztes Date       | L'ultimo appuntamento      | 23 gennaio 2004   |                 |
| 13 | Herrenrunde             | Il coraggio e la forza     | 30 gennaio 2004   |                 |
| 14 | Grenzverkehr            | La ragazza venuta dall'est | 13 febbraio 2004  |                 |
| 15 | Durchgebrannt           | Ore disperate              | 27 febbraio 2004  |                 |
| 16 | Der Auftragsmord        | L'arma del delitto         | 5 marzo 2004      |                 |
| 17 | Das Phantom             | Il fantasma                | 12 marzo 2004     |                 |
| 18 | Die Schlangengrube      | Il serpente                | 19 marzo 2004     |                 |
| 19 | Speed                   | Doppio gioco               | 26 marzo 2004     |                 |
| 20 | Der unsichtbare Tod     | Un grosso affare           | 2 aprile 2004     |                 |